# 若桜部君足
若桜部 君足（わかさくらべ の きみたり、生没年不詳）は、奈良時代の歌人。姓は朝臣。

## 経歴・人物
『万葉集』第8巻に雪の歌が1首みえる
- 天霧らし雪も降らぬかいちしろくこのいつ柴に降らまくを見む（万葉集8-1643）

若桜部（稚桜部）氏は、大彦命の孫にあたる伊波我牟都加利命の後裔とされ、阿倍氏・膳氏と同族にあたる皇別氏族で若狭国造家。履中天皇の時に磐余市磯池で船遊びがあり、膳臣余磯が天皇に酒を献じたところ、盃に季節外れの桜の花びらが紛れ込んだところから、稚桜部臣と改氏姓したことより始まるとされる。御食つ国である若狭国にちなむともされている。天武天皇13年（684年）八色の姓の制定により朝臣を賜姓されている。